# Lepidozia cupressina
Lepidozia cupressina är en levermossart som först beskrevs av Olof Swartz, och fick sitt nu gällande namn av Lindenb. in Gottsche et al.. Lepidozia cupressina ingår i släktet fingermossor, och familjen Lepidoziaceae. Arten har ej påträffats i Sverige.